# 伊爾森巴赫河
49°45′31″N 12°11′59″E / 49.75849°N 12.19981°E
伊爾森巴赫河（德語：Ilsenbach），是德國的河流，位於該國東南部，由巴伐利亞負責管轄，屬於施拉泰因河的左支流，河道全長2.2公里，流域面積1.6平方公里，河畔城鎮有皮謝斯羅伊特。